# Gilbert Tournier
Gilbert Édouard Tournier, né le 18 juillet 1901 à Tarbes et mort le 12 mai 1982 à Caluire-et-Cuire, est un directeur de la Compagnie nationale du Rhône et un homme de lettres catholique.

## Biographie

### Le directeur d'une société d'économie mixte
Issu d'une famille lyonnaise, fils d'Auguste Tournier, polytechnicien, officier et ingénieur, directeur chez Schneider, il est contrarié dans sa vocation littéraire et est obligé par son père de suivre des études scientifiques : il est « polytechnicien malgré lui » en 1922. Officier d'artillerie durant quatre ans, puis secrétaire général adjoint d'Alais, Froges et Camargue (Péchiney) de 1930 à 1933, il entre à la Compagnie nationale du Rhône, société d'économie mixte formée en 1933, comme secrétaire général, en tant que candidat des entreprises privées, et devient directeur administratif de la CNR en 1950 ; il occupe ce poste jusqu'en juillet 1966. Il passe la majeure partie de son temps professionnel dans les locaux parisiens de la CNR, s'entend mal avec Pierre Delattre, DG de la CNR, et n'assiste pas aux réunions de coordination entre les différentes directions de l'entreprise.
Il donne de nombreuses conférences, en France mais aussi en Allemagne ou en Suisse, participe à des colloques et publie des articles sur la CNR, l'aménagement du Rhône et la liaison Méditerranée - mer du Nord,,. Il publie plusieurs livres évoquant ce fleuve à partir des années 1950. Il écrit aussi les scripts et les scénarios de films,, tels les courts métrages Fleuve Dieu de Pierre Jallaud en 1956, Confluent sans âge en 1958, le documentaire Sont morts les bâtisseurs en 1958.

### L'homme de lettres catholique et maurrassien
Maurrassien avant la Seconde Guerre mondiale, catholique, il collabore sous l'Occupation, à partir de 1942, à la revue Demain de Jean de Fabrègues, ainsi qu'à Frontières et à la Revue universelle d'Henri Massis. Ses articles sont loués par L'Action française et son directeur, Charles Maurras, tandis que Tournier défend la pensée de Maurras et « la rectitude jamais en défaut des démarches qu'il fait ou qu'il nous conseille ».
Membre de l'Association des écrivains catholiques, il collabore après la guerre à l'hebdomadaire La France catholique, animé par Fabrègues, à la revue Recherches et débats du Centre catholique des intellectuels français. Il donne des conférences dans des cercles catholiques. C'est un catholique conservateur et maurrassien. 
Il donne ainsi des conférences au 10e congrès (1960) et au 12e (1962) de la Cité catholique du catholique contre-révolutionnaire Jean Ousset,, et la défend lorsqu'elle est attaquée au début des années 1960, cosignant un manifeste en sa faveur en 1962, aux côtés de personnalités comme le général Maxime Weygand, le colonel Rémy, Henri Massis, Gustave Thibon, Michel de Saint-Pierre, le maréchal Alphonse Juin et d'autres. Il donne aussi une conférence en 1965 à une annexe de l'avatar de la Cité catholique, le Centre d'études des entreprises, à Versailles, destiné aux patrons et aux cadres (« L'Entreprise devant la révolution morale nécessaire »).
Il assiste au procès de Charles Maurras en 1945, par fidélité, donne trois conférences sur Maurras (conférences à Paris en 1948, Toulouse en 1968, Castres en 1972), participe aux colloques Charles Maurras d'Aix-en-Provence et publie dans les Cahiers Charles Maurras. 
Il donne une conférence en 1958 au Cercle Fustel de Coulanges. Il est vice-président en mars 1962 d'un cercle politico-littéraire parisien, les Amitiés françaises, placé sous le patronage de Maurice Barrès et présidé par le maurrassien Henri Massis depuis la même date. Ce cercle lié à la librairie du même nom fondée en 1948 accueille des conférenciers comme Pierre Boutang, Daniel Halévy, Thierry Maulnier, Gustave Thibon, André Thérive, Jean Madiran, René Gillouin, Louis Rougier, Michel de Saint-Pierre. Tournier y a donné une conférence en 1959. Tournier remplace Massis comme conférencier à un dîner du Centre d'études politiques et civiques en 1962 pour célébrer le centenaire de Barrès avec le protestant René Gillouin, vice-président de ce Centre. Il a donné une conférence lors de la cérémonie de remise de l'épée d'Académicien à Henri Massis, au Cercle Interallié, en 1961. À Lyon, il est proche du Cercle Charles Péguy, fondé en 1963 par le biologiste Michel Delsol, professeur à l'Université catholique de Lyon, pour lequel il donne plusieurs conférences. 
Il se veut humaniste ; son ouvrage Babel ou le vertige technique (1959), préfacé par son ami Gustave Thibon, critique la civilisation technique et les technocrates et leur préfère une « élite humaniste ». Il participe aux congrès pour le latin vivant du recteur Jean Capelle, en 1955, puis en 1959, à Lyon et signe un appel pour la défense des études classiques, en particulier pour le maintien de l'enseignement du latin en 6e. Depuis ses articles et ses conférences de 1944 critiques à l'égard de la formation des polytechniciens, du « bachotage taupinal », il défend ses convictions hostiles au « forçage mathématique, à l'étroitesse du champ spirituel offert aux ingénieurs et aux méfaits de la sélection par concours », dans la Revue des Deux Mondes, France catholique, Le Monde ou la revue Les Études sociales.
Il fonde en 1958 l'association de La vallée impériale, dont il a été le président d'honneur, et la revue Delta, en 1960.
Retraité, il s'intéresse à la préservation du patrimoine, roman notamment : il est membre du conseil d'administration du Centre international d'études romanes et vice-président de la commission d'inventaires de la région Rhône-Alpes. Il est aussi membre de l'Académie drômoise des lettres, sciences et arts et de l'Académie de Lyon, à partir de 1970.
Vice-président puis président (1957-1960) de la Société d'économie politique et d'économie sociale de Lyon (SEPES), adhérent de l’Association des chefs d'entreprise libres (ACEL) de Lyon, il publie à partir de 1980 ses « Propos de sagesse pour des hommes libres » dans le bulletin de cette association patronale et libérale, L'Informateur des chefs d'entreprise libres.

## Œuvres
- Rhône, dieu conquis, Plon, 1952, 365 p., préface de Daniel-Rops, prix du renouveau français[33]
- Le Rhône, fleuve dieu vous parle (photographies d'Antoine Demilly et texte de Tournier), Fayard, 1957, préface d'Émile Bollaert (président de la CNR), 113 p.
- Rhône, fleuve de vie, Villeurbanne, Ateliers de constructions électriques de Delle, 1958, préface de Roger Ricard, 120 p. (Lire le début en ligne)
- Babel ou le vertige technique, Fayard, 1959, préface de Gustave Thibon, 317 p[34].
- Je n'ai pas de métier, Ed. du Conquistador, 1962, 129 p.
- Le cœur des hommes : essai sur le monde actuel et sur la prospective de Gaston Berger, Fayard, 1965, 287 p.
- La vallée impériale, couloir de l'Europe, Ed. de la vallée impériale/Chambre de commerce de Lyon, 1977, 302 p.
- Maurras au-dessus de notre temps : trois conférences, Castres, Ed. Cahiers du présent, 1980, 77 p.

## Récompenses
- Grand prix catholique de littérature, 1953, pour Rhône, dieu conquis
- Prix Botta, 1960, pour ses ouvrages sur le Rhône[35]